# Altiporto di Megève
L'altiporto di Megève (IATA: MVV- ICAO: LFHM) è un aeroporto situato 7 km a sud-est della stazione sciistica di Megève, in Savoia (regione Rodano-Alpi, Francia.)

## Struttura
L'aeroporto è situato ad un'altitudine di 1472 m (4830 piedi) s.l.m. Dispone di una sola pista d'atterraggio orientata 16/34, lunga 620 m. Adotta le regole del volo a vista e non è omologato per il volo notturno o in condizioni di scarsa visibilità.
L'aerostazione dispone di un parcheggio da 50 posti ed è collegata con Megève tramite taxi e bus navetta.